# Maihueniopsis clavarioides
Maihueniopsis clavarioides är en kaktusväxtart som först beskrevs av Christoph Friedrich Otto och Louis Ludwig Karl Georg Pfeiffer, och fick sitt nu gällande namn av Edward Frederick Anderson. Maihueniopsis clavarioides ingår i släktet Maihueniopsis och familjen kaktusväxter. Inga underarter finns listade i Catalogue of Life.

## Bildgalleri

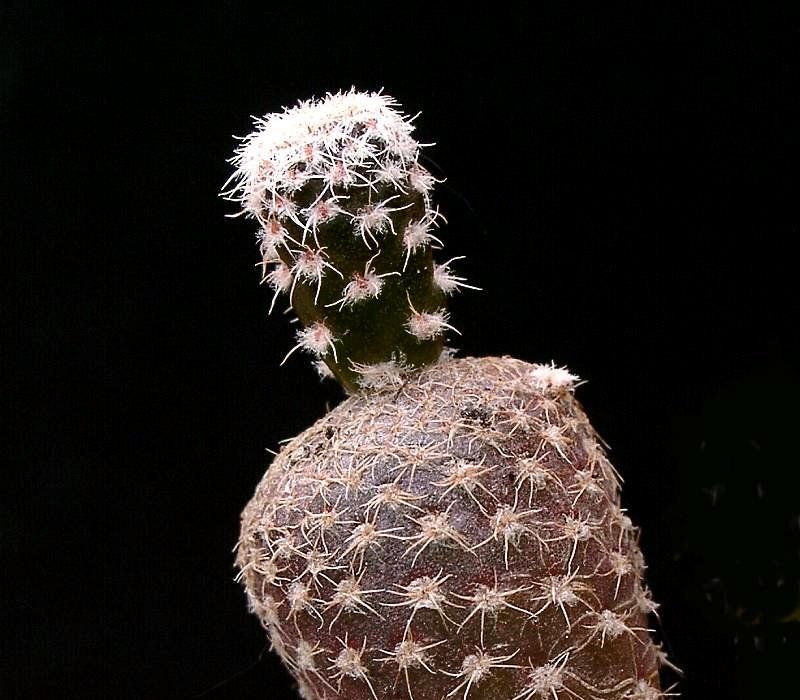
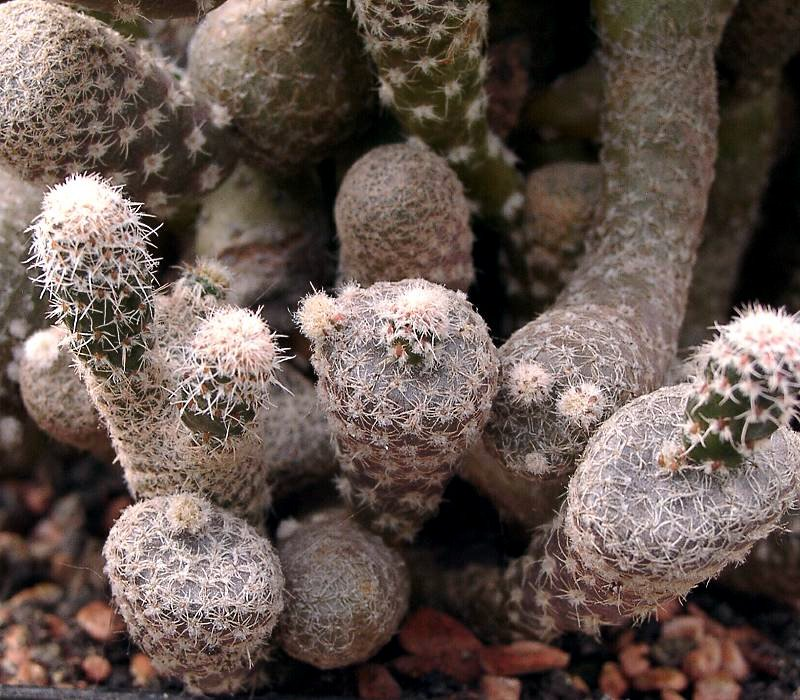
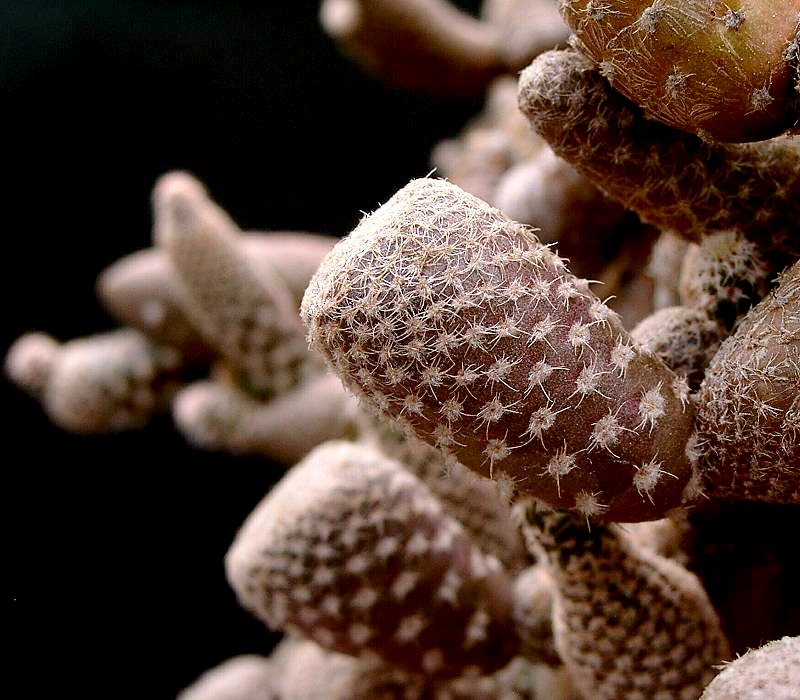
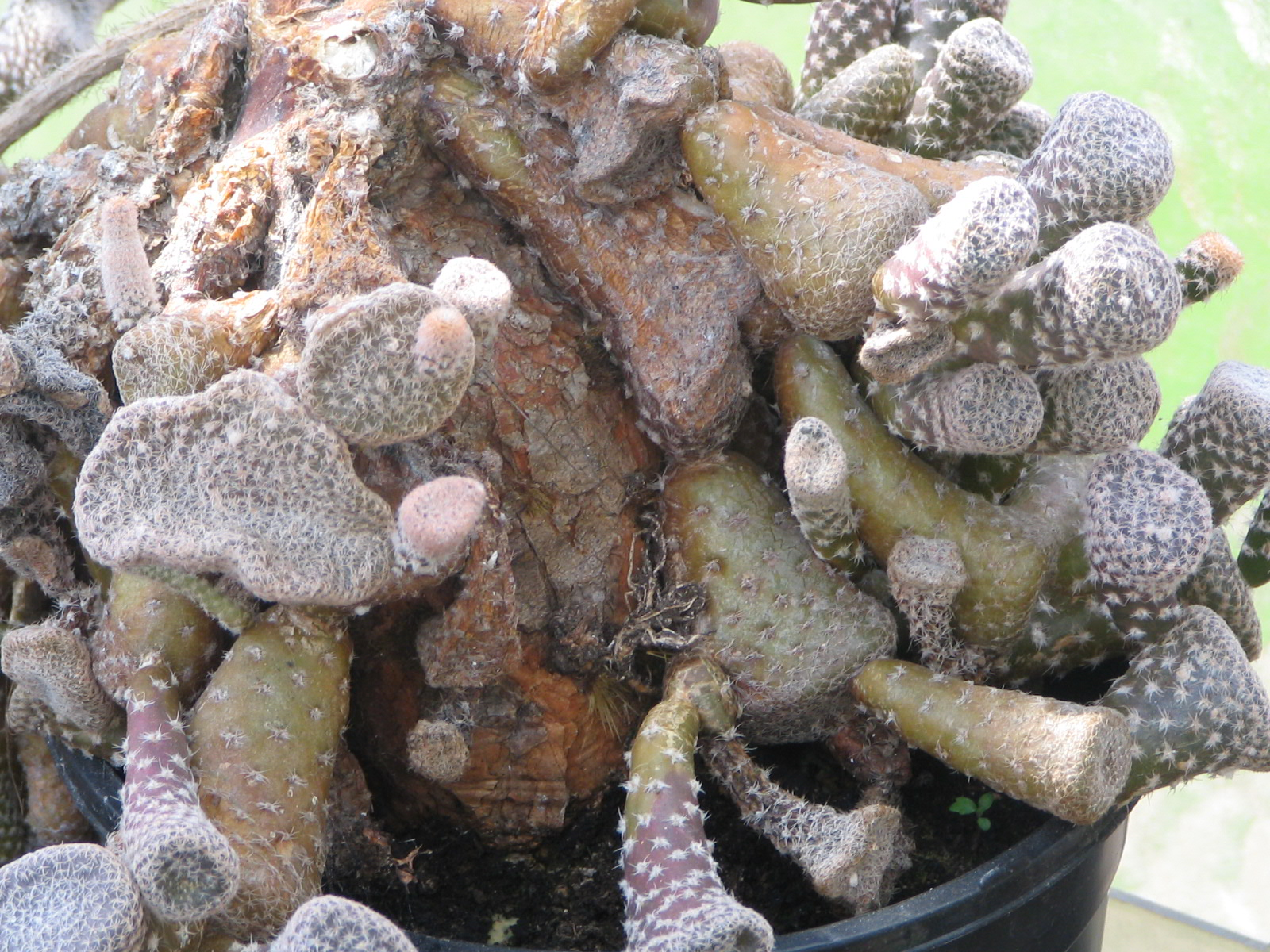
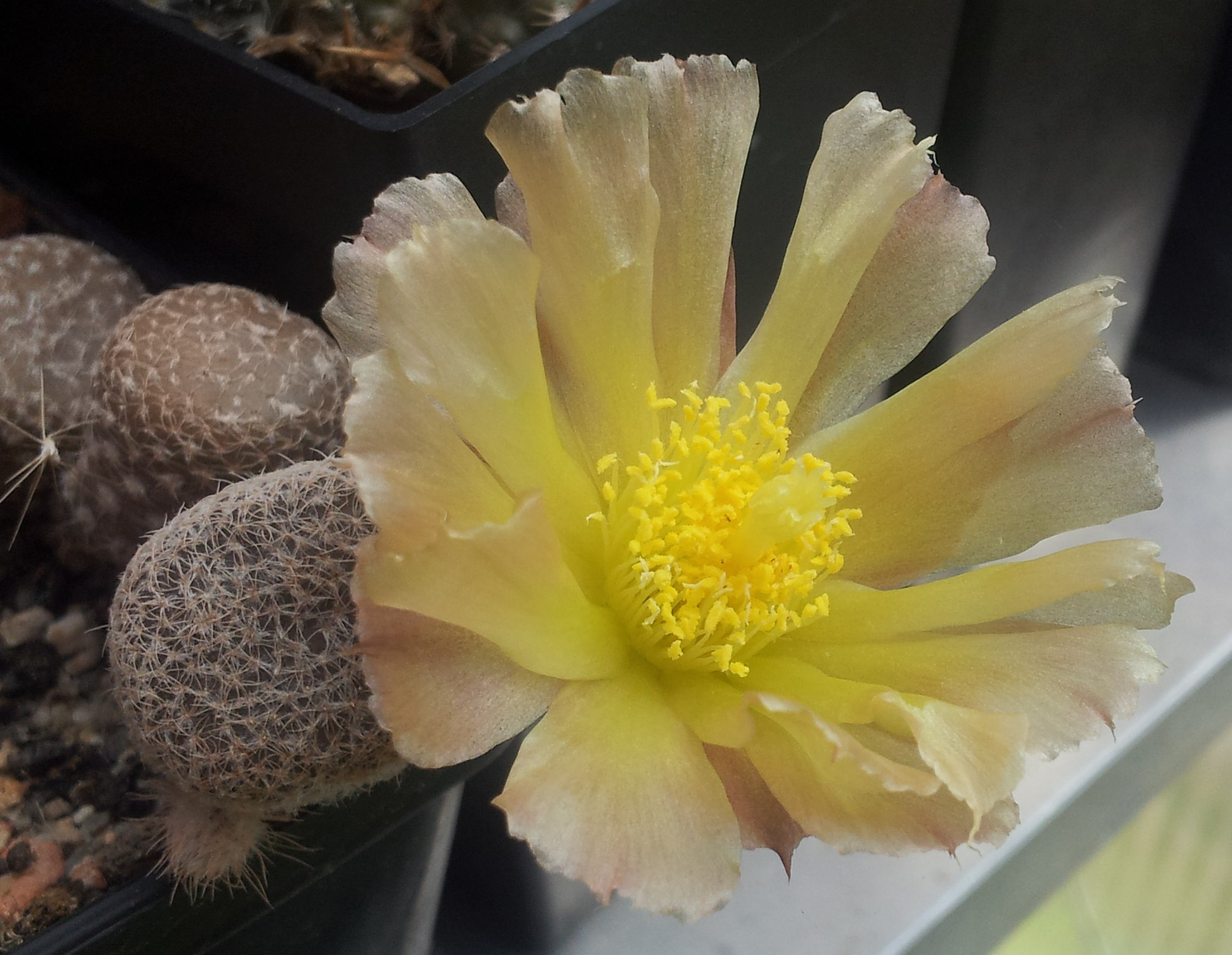